# Isabella Hammad
Isabella Mariam S. Hammad, född 1992 i London i Storbritannien, är en brittisk-palestinsk författare.